# Topor András
Topor András (Budapest, 1944. július 24. – Budapest, 1997. szeptember 2.) magyar festőművész, művésztanár.

## Életpályája
A Képző- és Iparművészeti Gimnázium elvégzése után 1968-ban a Képzőművészeti Főiskolán Fónyi Géza növendékeként szerzett diplomát. A főiskolán a festészet mellett grafikával és
mozaikkal is foglalkozott. 1968-tól rendszeresen szerepelt országos kiállításokon. 1970-ben ösztöndíjasként a Nagyerdei Művésztelepre költözött. 1974 óta volt tagja a Képző- és Iparművészek Szövetségének. 1975-ben Derkovits-ösztöndíjban részesült. 1983-ban megalapította a Debreceni Műhely alkotóközösséget. Művésztanári tevékenységét főként Budapesten és  Püspökladányban folytatta. 1981-től Budapesten élt és a Postás Művelődési Ház stúdióvezetője volt.

## Egyéni kiállításai
- 1970 • Pécs • Ferencvárosi Pincetárlat, Budapest
- 1970, 1973 • Budapest
- 1972 • Hajdúszoboszló
- 1973 • Lublin • Studió Galéria, Budapest (kat.) • Egri Kisgaléria, Eger
- 1974 • Debrecen • Művelődési Ház, Kisújszállás
- 1975 • Munkácsy Mihály Múzeum, Békéscsaba
- 1976 • Nyíregyháza • Püspökladány • Hajdúböszörmény
- 1977 • Nagyvárad • Medgyessy Terem, Debrecen
- 1981 • Szőnyi István Terem, Miskolc • Fényes Adolf Terem, Budapest (kat.)
- 1986 • Somogyi Képtár, Kaposvár
- 1997 • Hatvani Galéria, Hatvan
- 1999 • Vigadó Galéria, Budapest (emlékkiállítás).

## Válogatott csoportos kiállításai
- szegedi Nyári Tárlatok,
- debreceni Nyári Tárlatok,
- "Fonyódi Iskola" festőcsoport kiállításai,
- Tájkép Biennálék, Hatvan,
- Festészeti Triennálék, Szolnok,
- Rajzbiennálé, Salgótarján.

## Köztéri művei
- pannó (1977, Püspökladány, Városháza tanácsterme)
- pannó (1979, Nádudvar, Városháza, házasságkötő terem)
- pannó (1986, Berettyóújfalu, Általános Iskola)
- pannó (1991, Tirol, Bevásárlóközpont).

## Díjai, elismerései
- Debreceni országos tárlat táblakép fődíja (1972)
- Salgótarjáni festészeti fődíj (1978)
- Szolnoki triennále fődíja (1978)
- Kassai nemzetközi triennále fődíja (1982)
- a Művészeti Alap díja (1990)